# Select Sport
Select Sport — датская компания по производству спортивных товаров.
Основана в 1947 году Айгилем Нильсеном, голкипером сборной Дании по футболу, который помимо спортивной карьеры, работал в кожевенной сфере. В 50-е годы фирма стала первой производить мячи новой формы — из 32 шестиугольных и пятиугольных частей, ставшей на несколько десятилетий мировым стандартом В настоящий момент Select Sport является одним из ведущих производителей футбольных мячей, а также производит и прочую спортивную продукцию. Головной офис компании находится в Глострупе, Дания, производство мячей — в Пакистане.